# Victoria City
Victoria City, ook Victoria of City of Victoria genoemd, was een van de eerste nederzettingen in Hongkong nadat het gebied in 1842 een Britse kolonie werd. De eerste gebouwen lagen in het noorden van het eiland Hongkong. Nadat het initieel was aangeduid als Queenstown werd het in 1843 Victoria genoemd. De naam ontleent het gebied aan de toenmalige Britse koningin Victoria. Het was de officieuze hoofdstad van Hongkong tot de overdracht in 1997. Bijna alle overheidsdiensten zijn gevestigd binnen de grenzen van de oude nederzetting.
Het gebied van de City of Victoria is ingedeeld in vier deelzones, concentrische ringen waarvan de bekendste Central is. Victoria zelf ligt binnen het huidige Central and Western District.